# Sainte-Rose (Gwadelupa)
Sainte-Rose – miasto na Gwadelupie (departamencie zamorskim Francji); 21 100 mieszkańców (2006). Ośrodek przemysłowy.